# Xã Oshkosh, Quận Yellow Medicine, Minnesota
Xã Oshkosh (tiếng Anh: Oshkosh Township) là một xã thuộc quận Yellow Medicine, tiểu bang Minnesota, Hoa Kỳ. Năm 2010, dân số của xã này là 210 người.